# Nazir McBurnette
Nazir McBurnette es un futbolista sanvicentino que juega como mediocampista en el club Hope International de su país y en la Selección de fútbol de San Vicente y las Granadinas.

## Carrera
Nazir McBurnette hizo su debut deportivo en 2011 en el club Camdonia Chelsea de San Vicente y las Granadinas. Jugó en aquel club hasta 2014, en que fue traspasado al Parham FC de Antigua y Barbuda, donde logró ganar el campeonato local de 2015 y de 2017; en 2020 fue transferido al Hope International

## Clubes
| Club               | País                         | Año             |
| ------------------ | ---------------------------- | --------------- |
| Camdonia Chelsea   | San Vicente y las Granadinas | 2011 - 2014     |
| Parham FC          | Antigua y Barbuda            | 2014 - 2018     |
| Avenues United     | San Vicente y las Granadinas | 2018            |
| Camdonia Chelsea   | San Vicente y las Granadinas | 2018            |
| Parham FC          | Antigua y Barbuda            | 2018 - 2020     |
| Hope International | San Vicente y las Granadinas | 2020 - presente |

## Carrera internacional
Nazir McBurnette fue convocado por primera vez en 2012 por la selección de San Vicente y las Granadinas para disputar un encuentro frente a Guyana en el cual ganaron 1:0. Después de decenas de juegos amistosos, Nazir convertiría su primer tanto en un amistoso donde vencieron 2:1 a Dominica. Después participó en la Copa del Caribe de 2014, donde debutaron venciendo 1:0 a República Dominicana y 4:0 a Anguila. En el encuentro con Antigua y Barbuda marcó su segundo tanto, pero perdieron 2:1. Después fueron derrotados 3:1 por Guadalupe y 4:3 por Martinica, por lo que no pudieron pasar de ronda. En 2015 fue convocado para disputar la Clasificación para el Mundial 2018, donde comenzaron empatando 2:2 y 4:4 con Guyana. De igual manera lograron pasar a la tercera ronda por la regla del gol visitante. En la tercera ronda lograron vencer a Aruba por marcadores de 2:0 y pasar a la cuarta ronda de la clasificación, donde compartieron el grupo con Estados Unidos, Guatemala y Trinidad y Tobago. En aquella ronda perdieron todos sus partidos (contra Estados Unidos; 6:1 y 6:0, con Trinidad y Tobago; 3:2 y 6:0, con Guatemala; 4:0 y 9:3), aunque en la última fecha, donde cayeron 9:3 con Guatemala, al final del partido Nazir logró anotar su tercer tanto, que le sirvió de descuento al equipo.
En la Clasificación para la Liga de Naciones Concacaf 2019-20 el 18 de noviembre del 2018 logró anotar su cuarto gol internacional enfrentando a Turcas y Caicos partido que terminó con la derrota de San Vicente y las Granadinas 3 - 2.

## Participación en torneos internacionales
| Torneo                                                  | Resultado         | Goles |
| ------------------------------------------------------- | ----------------- | ----- |
| Copa del Caribe de 2014                                 | Segunda Ronda     | 2     |
| Copa del Caribe de 2016                                 | Segunda Ronda     | 0     |
| Clasificación Mundial 2018                              | Cuarta ronda      | 1     |
| Clasificación para la Liga de Naciones Concacaf 2019-20 | Liga B            | 1     |
| Liga de Naciones de la Concacaf 2019-20                 | 2.º lugar Grupo D | 0     |
| Clasificación Mundial 2022                              | Primera Ronda     | 0     |